# Nolan Gould
Nolan Gould (født 28. oktober 1998) er en amerikansk skuespiller. Han er bedst kendt for sin rolle som Luke Dunphy i ABC' sitcom Modern Family (2009-2020).

## Opvækst og uddannelse
Gould blev født i New York City, som søn af Angela og Edwin Gould. Kort efter hans fødsel flyttede familien til Phenix City, Alabama, på grund af Goulds fars militære karriere. Da Gould var fem år gammel, flyttede familien til Californien. Hans storebror, Aidan Gould, er også skuespiller.
Gould er medlem af Mensa, og havde sprunget over fire klasser i skolen frem til i 2012. Han fortalte på The Ellen DeGeneres Show, at han har en IQ på 150. I løbet af sommeren 2012, i en alder af 13, tog Gould en GED-test (General Educational Development) og udtalte, at han håbede at kunne tage online college-kurser.

## Karriere
Gould begyndte sin karriere som treårig, først som model og fulgte senere i hælene på sin bror ind i underholdningsbranchen med reklamer. Gould har fået undervisning af skuespilslærerne Patrick Malone og Lisa Picotte.
Gould blev castet til rollen som Luke Dunphy i tv-serien Modern Family i 2009, og endte i tv-sæsonen 2014-15 med at tjene over 70.000 dollars pr. afsnit. Serien kørte frem til 2020. Andre roller inkluderer Eleventh Hour og tv-filmen Sweet Nothing in My Ear  Gould blev i både 2010 og 2011 udnævnt som del af "Entertainers of the Year" af Entertainment Weekly.
I 2017 medvirkede Gould i musikvideoen til Logics hitsang, "1-800-273-8255", som også fungerer som nummeret til den amerikanske selvmordslinje, National Suicide Prevention Lifeline.

## Privatliv
Gould har ikke officielt været i et forhold. Der har været floreret rygter om forhold til både skuespillerinden Joey King samt til Modern Family-kollegaen Ariel Winter. Rygterne om et muligt forhold til Winter kom frem, da Gould i 2016 lagde et feriebilede med Winter op på Instagram. Om at risikere venskabet med Winter på grund af en romance, har Gould udtalt: "Nej, jeg holder meget af hende, men hun er blot en virkelig god ven. Vi voksede op sammen. Det var en spændende verden for os børn, så at have en anden person som gik igennem fuldstændig det samme som dig og så kunne dele det med hinanden, det ville jeg aldrig risikere at kunne ødelægge."
I 2017 blev Gould og modellen Hannah Glasby spottet sammen på et marked i Studio City i Los Angeles, ingen af dem har kommenteret på rygterne.
Selvom Gould lader til at være heteroseksuel, har der hersket rygter om det modsatte. Dette efter hans optræden i Logics sang "1-800-273-8255", hvor Gould spiller hovedpersonens (spillet af Coy Stewart) mandlige kæreste. Om at optræde som homoseksuel, har Gould udtalt, at det er morsomt at få lov til at spille forskellige roller, og at han som skuespiller ikke skræmmes af at skulle spille en homoseksuel fyr.

## Filmografi

### Film
| År   | Titel                  | Rolle              | Noter                       |
| ---- | ---------------------- | ------------------ | --------------------------- |
| 2007 | The McPassion          | Søn på restaurant  |                             |
| 2007 | Waiting Room           | Uregerligt barn    |                             |
| 2007 | Sunny & Share Love You | Jason              |                             |
| 2008 | Montana                | Johnny             |                             |
| 2009 | Space Buddies          | Sam                |                             |
| 2009 | Hysteria               | Barn               |                             |
| 2011 | Friends with Benefits  | Sammy              |                             |
| 2012 | Ghoul                  | Timmy Graco        |                             |
| 2013 | The To Do List         | Max                |                             |
| 2014 | Field of Lost Shoes    | Robert / Sir Rat   |                             |
| 2019 | Yes                    | Jeremiah Rosenhaft | Instrueret af Rob Margolies |
| 2021 | Camp                   | Ivan               |                             |

### Tv
| År        | Titel                                     | Rolle               | Noter                                       |
| --------- | ----------------------------------------- | ------------------- | ------------------------------------------- |
| 2009–2020 | Modern Family                             | Luke Dunphy         | Fast rolle: 250 afsnit                      |
| 2010      | Good Luck Charlie                         | Zander              | Afsnit: "Sleepless in Denver"               |
| 2011      | R.L. Stine's The Haunting Hour            | Jack Pierce         | Afsnit: "Best Friend Forever"               |
| 2014      | Whose Line is it Anyway?                  | Sig selv            | Sæson 10, afsnit 7                          |
| 2015      | Sofia the First                           | Elliot              | Afsnit: "Substitute Cedric"                 |
| 2016      | Hell's Kitchen                            | Sig selv (gæst)     | Afsnit: "When the Wall Comes Tumbling Down" |
| 2018      | Worst Cooks in America: Celebrity Edition | Sig selv (deltager) | Sendt hjem                                  |
| 2020      | What's Up North                           | Travis Tordjamn     | 3 afsnit                                    |
| 2021      | Celebrity Dating Game                     | Sig selv            | Deltager                                    |

### Musikvideoer
| År   | Titel            | Artist                             |
| ---- | ---------------- | ---------------------------------- |
| 2017 | "1-800-273-8255" | Logic feat. Alessia Cara og Khalid |
| 2019 | "Help Me Now"    | Kevin McHale                       |

## Priser og nomineringer
| År   | Pris                                     | Kategori | Arbejde             | Resultat  |
| ---- | ---------------------------------------- | --- | ------------------- | --------- |
| 2008 | Young Artist Awards                      | Best Young Ensemble Performance in a TV Series (delt med Jon Kent Ethridge, Dominic Janes, Terrence Hardy Jr., Caden Michael Gray, Austin Rogers, Tinashe, Jonina Gable, Rye og Nicole Smolen)                                        | Out of Jimmy's Head | Vundet    |
| 2010 | Gold Derby Awards                        | Ensemble of the Year (delt med Ed O'Neill, Sofía Vergara, Ty Burrell, Julie Bowen, Jesse Tyler Ferguson, Eric Stonestreet, Sarah Hyland, Rico Rodriguez og Ariel Winter)                                                              | Modern Family       | Vundet    |
| 2010 | Screen Actors Guild Award                | Outstanding Performance by an Ensemble in a Comedy Series (delt med Ed O'Neill, Sofía Vergara, Ty Burrell, Julie Bowen, Jesse Tyler Ferguson, Eric Stonestreet, Sarah Hyland, Rico Rodriguez og Ariel Winter)                         | Modern Family       | Nomineret |
| 2010 | Young Artist Awards                      | Outstanding Young Performers in a TV Series (delt med Rico Rodriguez og Ariel Winter) | Modern Family       | Vundet    |
| 2011 | Young Artist Awards                      | Outstanding Young Ensemble in a TV Series (delt med Rico Rodriguez og Ariel Winter) | Modern Family       | Nomineret |
| 2011 | Screen Actors Guild Award                | Outstanding Performance by an Ensemble in a Comedy Series (delt med Ed O'Neill, Sofía Vergara, Ty Burrell, Julie Bowen, Jesse Tyler Ferguson, Eric Stonestreet, Sarah Hyland, Rico Rodriguez og Ariel Winter)                         | Modern Family       | Vundet    |
| 2012 | Young Hollywood Awards                   | Scene Stealer | Modern Family       | Vundet    |
| 2012 | Screen Actors Guild Award                | Outstanding Performance by an Ensemble in a Comedy Series (delt med Ed O'Neill, Sofía Vergara, Ty Burrell, Julie Bowen, Jesse Tyler Ferguson, Eric Stonestreet, Sarah Hyland, Rico Rodriguez og Ariel Winter)                         | Modern Family       | Vundet    |
| 2013 | Screen Actors Guild Award                | Outstanding Performance by an Ensemble in a Comedy Series (delt med Ed O'Neill, Sofía Vergara, Ty Burrell, Julie Bowen, Jesse Tyler Ferguson, Eric Stonestreet, Sarah Hyland, Rico Rodriguez og Ariel Winter)                         | Modern Family       | Vundet    |
| 2014 | Screen Actors Guild Award                | Outstanding Performance by an Ensemble in a Comedy Series (delt med Ed O'Neill, Sofía Vergara, Ty Burrell, Julie Bowen, Jesse Tyler Ferguson, Eric Stonestreet, Sarah Hyland, Rico Rodriguez, Ariel Winter og Aubrey Anderson-Emmons) | Modern Family       | Vundet    |
| 2015 | Screen Actors Guild Award                | Outstanding Performance by an Ensemble in a Comedy Series (delt med Ed O'Neill, Sofía Vergara, Ty Burrell, Julie Bowen, Jesse Tyler Ferguson, Eric Stonestreet, Sarah Hyland, Rico Rodriguez, Ariel Winter og Aubrey Anderson-Emmons) | Modern Family       | Nomineret |
| 2016 | Screen Actors Guild Award                | Outstanding Performance by an Ensemble in a Comedy Series (delt med Ed O'Neill, Sofía Vergara, Ty Burrell, Julie Bowen, Jesse Tyler Ferguson, Eric Stonestreet, Sarah Hyland, Rico Rodriguez, Ariel Winter og Aubrey Anderson-Emmons) | Modern Family       | Nomineret |
| 2017 | Screen Actors Guild Award                | Outstanding Performance by an Ensemble in a Comedy Series (delt med Ed O'Neill, Sofía Vergara, Ty Burrell, Julie Bowen, Jesse Tyler Ferguson, Eric Stonestreet, Sarah Hyland, Rico Rodriguez, Ariel Winter og Aubrey Anderson-Emmons) | Modern Family       | Nomineret |
| 2018 | Legionnaires of Laughter Legacy Awards   | Best Children's Comedy Artist Male | Modern Family       | Nomineret |
| 2019 | Oniros Film Awards                       | Best Ensemble/Duo (delt med Tim Realbuto) | Yes                 | Nomineret |
| 2019 | Best Actor Award                         | Best Duo (delt med Tim Realbuto) | Yes                 | Vundet    |
| 2019 | Bergen International Film Festival of NJ | Best Actor | Yes                 | Vundet    |

## Eksterne links
- Wikimedia Commons har flere filer relateret til Nolan Gould
- Nolan Gould på Internet Movie Database (engelsk)